# O Fortuna
O Fortuna là một bài thơ trong tập thơ tiếng La Tinh trung cổ Carmina Burana được viết vào đầu thế kỷ 13. Fortuna là tên của vị Nữ Thần Vận Mệnh trong thần thoại La Mã và Cổ Hy Lạp. Nhà soạn nhạc người Đức Carl Orff đã chọn 24 bài thơ trong số này để phổ nhạc cổ điển trong những năm 1935 - 1936. O Fortuna là bước chuyển biến lớn nhất trong album Carmina Burana của ông. Phần nhạc của bài thơ này đã trở nên hết sức nổi tiếng và được rất nhiều dàn hợp xướng biểu diễn. Tác phẩm này xuất hiện ở vô số bộ phim và các chương trình TV.

## Lời thơ
| O Fortuna (Chorus) | dịch tiếng Anh |
| --- | --- |
| O Fortuna velut luna statu variabilis, semper crescis aut decrescis; vita detestabilis nunc obdurat et tunc curat ludo mentis aciem, egestatem, potestatem dissolvit ut glaciem. Sors immanis et inanis, rota tu volubilis, status malus, vana salus semper dissolubilis, obumbrata et velata michi quoque niteris; nunc per ludum dorsum nudum fero tui sceleris. Sors salutis et virtutis michi nunc contraria, est affectus et defectus semper in angaria. Hac in hora sine mora corde pulsum tangite; quod per sortem sternit fortem, mecum omnes plangite! | O Fortune, like the moon you are constantly changing, ever waxing and waning; hateful life first oppresses and then soothes as fancy takes it; poverty and power it melts them like ice. Fate - monstrous and empty, you whirling wheel, you are malevolent, well-being is vain and always fades to nothing, shadowed and veiled you plague me too; now through the game I bring my bare back to your villainy. Fate is against me in health and virtue, driven on and weighted down, always enslaved. So at this hour without delay pluck the vibrating strings; since Fate strikes down the strong man, everyone weep with me! |